# 中航证券
中航证券有限公司，是中国军工央企所属的唯一证券公司。2002年10月，以江西江南信托投资股份有限公司（现中航信托）、百瑞信托投资有限责任公司原有证券业务为基础，联合中国航空技术进出口深圳公司、中国航空技术进出口总公司等单位，共同发起在江西注册成立江南证券有限责任公司，2010年5月7日，江南证券通过工商变更；并于6月8日，正式更名为中航证券有限公司，注册资本36.34亿元，实际控制人是中国航空工业集团有限公司，股东为中航投资控股股份有限公司和中航工业产融控股股份有限公司（上交所：600705）。中航证券因其独有的航空和军工背景，主要服务于航空工业及军工集团，深度参与了各类军工企业资本运作项目。2021年12月15日，中航产融公告称，公司与控资子公司中航投资以自有资金向控股子公司中航证券增资20亿元，中航证券的注册资本由36.34亿元增至46.21亿元。